# Boolesche Algebra

Venn-Diagramme für Konjunktion, Disjunktion und Negation bzw. für Durchschnitt, Vereinigung und Komplement

In der Mathematik ist eine boolesche Algebra (oder ein boolescher Verband) eine spezielle algebraische Struktur, die die Eigenschaften der logischen Operatoren UND (Konjunktion), ODER (Disjunktion), NICHT (Negation) sowie die Eigenschaften der mengentheoretischen Verknüpfungen Durchschnitt, Vereinigung, Komplement verallgemeinert. Gleichwertig zu booleschen Algebren sind boolesche Ringe, die von UND und ENTWEDER-ODER (exklusiv-ODER) beziehungsweise Durchschnitt und symmetrischer Differenz ausgehen.
Die boolesche Algebra ist die Grundlage bei der Entwicklung von digitaler Elektronik und wird dort als Schaltalgebra, etwa bei der Erstellung von Schaltnetzen, angewandt. Sie wird in allen modernen Programmiersprachen zur Verfügung gestellt und ist auch in der Mengentheorie und Statistik vertreten.
| {\displaystyle \wedge } | UND   |
| {\displaystyle \lor }   | ODER  |
| {\displaystyle \neg }   | NICHT |

## Geschichte
Die boolesche Algebra ist nach George Boole benannt, da sie auf dessen Logikkalkül von 1847 zurückgeht, in dem er erstmals algebraische Methoden in der Klassenlogik und Aussagenlogik anwandte. Ihre heutige Form verdankt sie der Weiterentwicklung durch Mathematiker wie John Venn, William Stanley Jevons, Charles Peirce, Ernst Schröder und Giuseppe Peano. In Booles originaler Algebra entspricht die Multiplikation dem UND, die Addition dagegen weder dem exklusiven ENTWEDER-ODER noch dem inklusiven ODER („mindestens eines von beiden ist wahr“). Die genannten Boole-Nachfolger gingen dagegen vom inklusiven ODER aus: Schröder entwickelte 1877 das erste formale Axiomensystem einer booleschen Algebra in additiver Schreibweise. Peano brachte dessen System 1888 in die heutige Form (siehe unten) und führte dabei die Symbole {\displaystyle \cap } und {\displaystyle \cup } ein. Das aussagenlogische ODER-Zeichen {\displaystyle \lor } stammt von Russell 1906; Arend Heyting führte 1930 die Symbole {\displaystyle \wedge } und {\displaystyle \neg } ein.
Den Namen boolesche Algebra (englisch boolean algebra) prägte Henry Maurice Sheffer erst 1913. Das exklusive ENTWEDER-ODER, das Booles originaler Algebra näher kommt, legte erst Ivan Ivanovich Žegalkin 1927 dem booleschen Ring zugrunde, dem Marshall Harvey Stone 1936 den Namen gab.

## Definition
Das redundante Axiomensystem von Peano (mit zusätzlichen ableitbaren Axiomen) charakterisiert eine boolesche Algebra als Menge mit Nullelement 0 und Einselement 1, auf der die zweistelligen Verknüpfungen {\displaystyle \wedge } und {\displaystyle \lor } und eine einstellige Verknüpfung {\displaystyle \neg } definiert sind, durch folgende Axiome (originale Nummerierung von Peano):
| Kommutativgesetze                  | (1)  | {\displaystyle a\land b=b\land a}                          | (1’)  | {\displaystyle a\lor b=b\lor a}                           |
| Assoziativgesetze                  | (2)  | {\displaystyle (a\land b)\land c=a\land (b\land c)}        | (2’)  | {\displaystyle (a\lor b)\lor c=a\lor (b\lor c)}           |
| Idempotenzgesetze                  | (3)  | {\displaystyle a\land a=a}                                 | (3’)  | {\displaystyle a\lor a=a}                                 |
| Distributivgesetze                 | (4)  | {\displaystyle a\land (b\lor c)=(a\land b)\lor (a\land c)} | (4’)  | {\displaystyle a\lor (b\land c)=(a\lor b)\land (a\lor c)} |
| Neutralitätsgesetze                | (5)  | {\displaystyle a\land 1=a}                                 | (5’)  | {\displaystyle a\lor 0=a}                                 |
| Extremalgesetze                    | (6)  | {\displaystyle a\land 0=0}                                 | (6’)  | {\displaystyle a\lor 1=1}                                 |
| Doppelnegationsgesetz (Involution) | (7)  | {\displaystyle \neg (\neg a)=a}                            |       |                                                           |
| De Morgansche Gesetze              | (8)  | {\displaystyle \neg (a\land b)=\neg a\lor \neg b}          | (8’)  | {\displaystyle \neg (a\lor b)=\neg a\land \neg b}         |
| Komplementärgesetze                | (9)  | {\displaystyle a\land \neg a=0}                            | (9’)  | {\displaystyle a\lor \neg a=1}                            |
| Dualitätsgesetze                   | (10) | {\displaystyle \neg 0=1}                                   | (10’) | {\displaystyle \neg 1=0}                                  |
| Absorptionsgesetze                 | (11) | {\displaystyle a\lor (a\land b)=a}                         | (11’) | {\displaystyle a\land (a\lor b)=a}                        |

Jede Formel in einer booleschen Algebra hat eine duale Formel, die durch Ersetzung von 0 durch 1 und {\displaystyle \wedge } durch {\displaystyle \lor } und umgekehrt entsteht. Ist die eine Formel gültig, dann ist es auch ihre duale Formel, wie im Peano-Axiomensystem jeweils (n) und (n').
Die Komplemente haben nichts mit inversen Elementen zu tun, denn die Verknüpfung eines Elementes mit seinem Komplement liefert das neutrale Element der jeweils anderen Verknüpfung.

### Definition als Verband
Eine boolesche Algebra ist ein distributiver komplementärer Verband.
Diese Definition geht nur von den Verknüpfungen {\displaystyle \wedge } und {\displaystyle \lor } aus und umfasst die Existenz von 0, 1 und {\displaystyle \neg } und die unabhängigen Axiome (1)(1’)(2)(2’)(11)(11’)(4)(9)(9’) des gleichwertigen Axiomensystems von Peano. Auf einer booleschen Algebra ist wie in jedem Verband durch {\displaystyle a\leq b\iff a=a\land b} eine partielle Ordnung definierbar; bei ihr haben je zwei Elemente ein Supremum und ein Infimum. Bei der mengentheoretischen Interpretation ist {\displaystyle \leq } gleichbedeutend zur Teilmengenordnung {\displaystyle \subseteq }.

### Definition nach Huntington
Eine kompaktere Definition ist das Axiomensystem nach Huntington:
Eine boolesche Algebra ist eine Menge {\displaystyle B} mit zwei Verknüpfungen auf {\displaystyle B}, so dass für alle Elemente {\displaystyle a\in B}, {\displaystyle b\in B} und {\displaystyle c\in B} gilt:
- Kommutativität: (1) und (1’)
- Distributivität: (4) und (4’)
- Existenz neutraler Elemente: Es gibt Elemente {\displaystyle 0\in B} und {\displaystyle 1\in B}, so dass (5) und (5’)
- Existenz von Komplementen: Zu jedem {\displaystyle a\in B} gibt es {\displaystyle \neg a\in B}, so dass (9) und (9’)

(Die manchmal separat geforderte Abgeschlossenheit der Verknüpfungen ist hier schon in der Formulierung „Verknüpfungen auf {\displaystyle B}“ enthalten.)
Auch aus diesen vier Axiomen lassen sich alle oben genannten Gesetze und weitere ableiten. Auch lässt sich aus dem Axiomensystem, das zunächst nur die Existenz neutraler und komplementärer Elemente fordert, deren Eindeutigkeit ableiten, d. h., es kann nur ein Nullelement, ein Einselement, und zu jedem Element nur ein Komplement geben.

## Schreibweise
Die Operatoren boolescher Algebren werden verschiedenartig notiert. Bei der logischen Interpretation als Konjunktion, Disjunktion und Negation schreibt man sie als {\displaystyle \wedge }, {\displaystyle \lor } und {\displaystyle \neg } und verbalisiert sie als UND, ODER, NICHT bzw. AND, OR, NOT. Bei der mengentheoretischen Interpretation als Durchschnitt, Vereinigung und Komplement werden sie als {\displaystyle \cap }, {\displaystyle \cup } und {\displaystyle ^{\complement }} ({\displaystyle A^{\complement }}) geschrieben. Zur Betonung der Abstraktion in der allgemeinen booleschen Algebra werden auch Symbolpaare wie {\displaystyle \sqcap }, {\displaystyle \sqcup } oder {\displaystyle \ast }, {\displaystyle \circ } benutzt.
Mathematiker schreiben gelegentlich „·“ für UND und „+“ für ODER (wegen ihrer entfernten Ähnlichkeit zur Multiplikation und Addition anderer algebraischer Strukturen) und stellen NICHT mit einem Überstrich, einer Tilde ~, oder einem nachgestellten Prime-Zeichen dar. Diese Notation ist auch in der Schaltalgebra zur Beschreibung der booleschen Funktion digitaler Schaltungen üblich; dort benutzt man oft die definierbaren Verknüpfungen NAND (NOT AND), NOR (NOT OR) und XOR (EXCLUSIVE OR).
In diesem Artikel werden die Operatorsymbole {\displaystyle \wedge }, {\displaystyle \lor } und {\displaystyle \neg } verwendet.

## Beispiele

### Zweielementige boolesche Algebra
Die wichtigste  boolesche Algebra hat nur die zwei Elemente 0 und 1. Die Verknüpfungen sind wie folgt definiert:
| {\displaystyle \wedge } | 0 | 1 |
| 0                       | 0 | 0 |
| 1                       | 0 | 1 |

| {\displaystyle \lor } | 0 | 1 |
| 0                     | 0 | 1 |
| 1                     | 1 | 1 |

|   | {\displaystyle \neg } |
| 0 | 1                     |
| 1 | 0                     |

Diese Algebra hat Anwendungen in der Aussagenlogik, wobei 0 als „falsch“ und 1 als „wahr“ interpretiert werden. Die Verknüpfungen {\displaystyle {\land },{\lor },{\neg }} entsprechen den logischen Verknüpfungen UND, ODER, NICHT. Ausdrücke in dieser Algebra heißen boolesche Ausdrücke.
Auch für digitale Schaltungen wird diese Algebra verwendet und als Schaltalgebra bezeichnet. Hier entsprechen 0 und 1 zwei Spannungszuständen in der Schalterfunktion von AUS und AN. Das Eingangs-Ausgangs-Verhalten jeder möglichen digitalen Schaltung kann durch einen booleschen Ausdruck modelliert werden.
Die zweielementige boolesche Algebra ist auch wichtig für die Theorie allgemeiner boolescher Algebren, da jede Gleichung, in der nur Variablen, 0 und 1 durch {\displaystyle {\land },} {\displaystyle \lor } und {\displaystyle \neg } verknüpft sind, genau dann in einer beliebigen booleschen Algebra für jede Variablenbelegung erfüllt ist, wenn sie in der zweielementigen Algebra für jede Variablenbelegung erfüllt ist (was man einfach durchtesten kann). Zum Beispiel gelten die folgenden beiden Aussagen (Konsensusregeln, engl.: Consensus Theorems) über jede boolesche Algebra:
{\displaystyle (a\lor b)\land (\neg a\lor c)\land (b\lor c)=(a\lor b)\land (\neg a\lor c)}
{\displaystyle (a\land b)\lor (\neg a\land c)\lor (b\land c)=(a\land b)\lor (\neg a\land c)}
In der Aussagenlogik nennt man diese Regeln Resolutionsregeln.

### Mengenalgebra
Die Potenzmenge einer Menge {\displaystyle S} wird mit Durchschnitt, Vereinigung und dem Komplement {\displaystyle A^{\complement }:=\{x\mid \left(x\in S\right)\land \left(x\not \in A\right)\}} zu einer booleschen Algebra, bei der 0 die leere Menge {\displaystyle \emptyset } und 1 die ganze Menge {\displaystyle S} ist. Der Sonderfall {\displaystyle S=\emptyset } ergibt die einelementige Potenzmenge mit 1 = 0. Auch jeder {\displaystyle S} enthaltende, bezüglich Vereinigung und Komplement abgeschlossene Teilbereich der Potenzmenge von {\displaystyle S} ist eine boolesche Algebra, die als Teilmengenverband oder Mengenalgebra bezeichnet wird. Der Darstellungssatz von Stone besagt, dass jede boolesche Algebra isomorph (s. u.) zu einer Mengenalgebra ist. Daraus folgt, dass die Mächtigkeit jeder endlichen booleschen Algebra eine Zweierpotenz ist.
Über die Venn-Diagramme veranschaulicht die Mengenalgebra boolesche Gesetze, beispielsweise Distributiv- und de-Morgansche-Gesetze. Darüber hinaus basiert auf ihrer Form als KV-Diagramm eine bekannte Methode der systematischen Vereinfachung boolescher Ausdrücke in der Schaltalgebra.
Weitere Beispiele für boolesche Mengenalgebren stammen aus der Topologie. Die Menge der abgeschlossenen offenen Mengen eines topologischen Raums bildet mit den üblichen Operationen für die Vereinigung, den Durchschnitt und das Komplement von Mengen eine boolesche Algebra. Die regulär abgeschlossenen Mengen und die regulär offenen Mengen stellen mit den jeweiligen regularisierten Mengenoperationen {\displaystyle \cap ^{\ast }}, {\displaystyle \cup ^{\ast }} und {\displaystyle \mathrm {C} ^{\ast }} ebenfalls boolesche Algebren dar.

### Andere Beispiele
Die Menge aller endlichen oder koendlichen Teilmengen von {\displaystyle \mathbb {N} _{0}} bildet mit Durchschnitt und Vereinigung eine boolesche Algebra.
Für jede natürliche Zahl n ist die Menge aller positiven Teiler von n mit den Verknüpfungen ggT und kgV ein distributiver beschränkter Verband. Dabei ist 1 das Nullelement und n das Einselement. Der Verband ist boolesch genau dann, wenn n quadratfrei ist. Dieser Verband heißt Teilerverband von n.
Ist {\displaystyle R} ein Ring mit Einselement, dann definieren wir die Menge
{\displaystyle A=\{e\in R\mid e^{2}=e{\text{ und }}ex=xe{\text{ für alle }}x\in R\}}
aller idempotenten Elemente des Zentrums. Mit den Verknüpfungen
{\displaystyle e\lor f=e+f-ef,\quad e\land f=ef}
wird {\displaystyle A} zu einer booleschen Algebra.

## Homomorphismen
Ein Homomorphismus zwischen booleschen Algebren {\displaystyle A,B} ist ein Verbandshomomorphismus {\displaystyle f\colon A\to B}, der 0 auf 0 und 1 auf 1 abbildet, d. h., für alle {\displaystyle x,y\in A} gilt:
- {\displaystyle f(x\land y)=f(x)\land f(y)}
- {\displaystyle f(x\lor y)=f(x)\lor f(y)}
- {\displaystyle f(0)=0,\quad f(1)=1}

Es folgt daraus, dass {\displaystyle f(\neg a)=\neg f(a)} für alle a aus A. Die Klasse aller booleschen Algebren wird mit diesem Homomorphismenbegriff eine Kategorie. Ist ein Homomorphismus f zusätzlich bijektiv, dann heißt {\displaystyle f} Isomorphismus, und {\displaystyle A} und {\displaystyle B} heißen isomorph.

## Boolesche Ringe
Eine andere Sichtweise auf boolesche Algebren besteht in sogenannten booleschen Ringen: Das sind Ringe mit Einselement, die zusätzlich idempotent sind, also das Idempotenzgesetz {\displaystyle a\cdot a=a} erfüllen. Jeder idempotente Ring ist kommutativ. Die Addition im booleschen Ring entspricht bei der mengentheoretischen Interpretation der symmetrischen Differenz und bei aussagenlogischer Interpretation der Alternative ENTWEDER-ODER (exclusiv-ODER, XOR); die Multiplikation entspricht der Durchschnittsbildung beziehungsweise der Konjunktion UND.
Boolesche Ringe sind stets selbstinvers, d. h. es gilt {\displaystyle \,a+a=0} und folglich für das additive Inverse {\displaystyle \,-a=a}. Wegen dieser Eigenschaft besitzen sie auch, falls 1 und 0 verschieden sind, stets die Charakteristik 2. Der kleinste solche boolesche Ring ist zugleich ein Körper mit folgenden Verknüpfungstafeln:
| {\displaystyle \cdot } | 0 | 1 |
| 0                      | 0 | 0 |
| 1                      | 0 | 1 |

| {\displaystyle +} | 0 | 1 |
| 0                 | 0 | 1 |
| 1                 | 1 | 0 |

Der Potenzreihen-Ring modulo {\displaystyle \,x\cdot x+x} über diesem Körper ist ebenfalls ein boolescher Ring, denn {\displaystyle \,x\cdot x+x} wird mit {\displaystyle \,0} identifiziert und liefert die Idempotenz. Diese Algebra benutzte bereits Žegalkin 1927 als Variante der originalen Algebra von Boole, der den Körper der reellen Zahlen zugrunde legte, welcher noch keinen booleschen Ring ergibt.
Jeder boolesche Ring {\displaystyle (R,{+},{-},{\cdot },1,0)} entspricht einer booleschen Algebra {\displaystyle (R,{\land },{\lor },{\neg },1,0)} durch folgende Definitionen:
{\displaystyle x\lor y=x+y+xy}
{\displaystyle x\land y=xy}
{\displaystyle \neg x=x+1}
Umgekehrt wird jede boolesche Algebra {\displaystyle (A,{\land },{\lor },{\neg },1,0)} zu einem booleschen Ring {\displaystyle (A,{+},{-},{\cdot },1,0)} durch folgende Definitionen:
{\displaystyle a+b=(a\land \neg b)\lor (b\land \neg a)}
{\displaystyle \,-a=a}
{\displaystyle a\cdot b=a\land b}
Ferner ist eine Abbildung {\displaystyle f\colon A\to B} genau dann ein Homomorphismus boolescher Algebren, wenn sie ein Ringhomomorphismus (mit Erhaltung der Eins) boolescher Ringe ist.

## Darstellungssatz von Stone
Für jeden topologischen Raum ist die Menge aller abgeschlossenen offenen Teilmengen (englisch clopen subsets) eine boolesche Algebra mit Durchschnitt und Vereinigung. Der Darstellungssatz von Stone, bewiesen von Marshall Harvey Stone, besagt, dass umgekehrt für jede boolesche Algebra ein topologischer Raum (genauer ein Stone-Raum, das heißt ein total unzusammenhängender, kompakter Hausdorffraum) existiert, in dem sie als dessen boolesche Algebra abgeschlossener offener Mengen realisiert wird. Der Satz liefert sogar eine kontravariante Äquivalenz zwischen der Kategorie der Stone-Räume mit stetigen Abbildungen und der Kategorie der booleschen Algebren mit ihren Homomorphismen (die Kontravarianz erklärt sich dadurch, dass sich für {\displaystyle f\colon X\to Y} stetig die boolesche Algebra der abgeschlossenen offenen Mengen in {\displaystyle X} durch Urbildbildung aus der von {\displaystyle Y} ergibt, nicht umgekehrt durch Bildung des Bildes).

## Freie boolesche Algebra
Für die boolesche Algebra kann man auch das freie Objekt bilden, genannt die freie boolesche Algebra.
Sei {\displaystyle (\mathbf {BoolAlg} ,V)} die konkrete Kategorie der booleschen Algebren mit dem Vergissfunktor {\displaystyle V\colon \mathbf {BoolAlg} \rightarrow \mathbf {Set} }. Gegeben sei eine Menge {\displaystyle X}, genannt Basis, ein Objekt {\displaystyle A} aus {\displaystyle \mathbf {BoolAlg} } und eine injektive Abbildung {\displaystyle i\colon X\rightarrow V(A)}.
Das Paar {\displaystyle (A,i)} heißt frei über {\displaystyle X}, wenn die universelle Eigenschaft erfüllt ist: Für jedes Objekt {\displaystyle B} aus {\displaystyle \mathbf {BoolAlg} } und jede Abbildung {\displaystyle f\colon X\rightarrow V(B)} gibt es einen  eindeutigen Morphismus {\displaystyle g\colon A\rightarrow B} mit {\displaystyle f=V(g)\circ i}. Das bedeutet, das folgende Diagram kommutiert:
{\displaystyle {\begin{array}{c}X{\xrightarrow {\quad i\quad }}V(A)\\{}_{f}\searrow \quad \swarrow {}_{V(g)}\\V(B)\quad \\\end{array}}}
Der dazugehörige linksadjungierte Funktor {\displaystyle W\colon \mathbf {Set} \rightarrow \mathbf {BoolAlg} } heißt freier Funktor.